# Gerardo Barrios
José Gerardo Barrios Espinoza (San Juan Lempa, hoy Nuevo Edén de San Juan, 24 de septiembre de 1813 - San Salvador, 29 de agosto de 1865) fue un militar, estadista y político salvadoreño. Como senador designado se encargó de la presidencia de El Salvador, al depositar el cargo el entonces presidente Miguel Santín del Castillo, en junio de 1858, y tras una alternancia sucesivas en los depósitos de Santín, Joaquín Eufrasio Guzmán y José María Peralta, terminó el período para el cual fue elegido Santín; continuó en el ejercicio de la presidencia al ser electo para el período 1860-1865, el cual no culminó debido a la invasión que el general Rafael Carrera realizó en el año de 1863.
Miembro del partido liberal, promotor de los ideales unionistas del general Francisco Morazán e impulsor del cultivo del café y el desarrollo económico del país, quien igual a su maestro Morazán fue fusilado después de un polémico juicio, promovido por su sucesor Francisco Dueñas.

## Primeros años, educación, aspecto y fisiología

### Debate sobre el lugar de su nacimiento.
Muchas poblaciones del norte del departamento de San Miguel se disputan el honor de ser la cuna de Barrios, entre ellas la propia San Miguel, Ciudad Barrios, San Gerardo, Chapeltique, Sesori y Nuevo Edén de San Juan.
Según la tradición oral, los Barrios residían en la Hacienda Espíritu Santo; pero, debido a una epidemia que asolaba la región, se trasladaron a una pequeña propiedad de la familia, situada en la Poza de la Juana, Valle del Izcanal, San Juan Lempa, hoy Nuevo Edén de San Juan, en la entonces provincia de San Miguel, intendencia de San Salvador, donde nació el ilustre Paladín, en los últimos años del dominio colonial, regresando luego de su nacimiento su familia a la Hacienda del Espíritu Santo, he ahí porque la diferencia de un mes entre su nacimiento y su bautismo.

### La fe de bautismo
Según su fe de bautismo, nació el 13 de septiembre de 1813, sus padres fueron don José María Barrios y doña Petrona Espinoza, su padrino don Tomás Castillo, y fue bautizado por Francisco Paniagua el 24 de octubre de 1813.

### Ascendientes
Don José María era el primogénito de la unión matrimonial de Pedro Joaquín Barrios, español nacido en Francia, y de Margarita Cisneros Ávila, criolla nacida en San Miguel. Don Pedro era comerciante de añil de la clase llamada peninsular, y quien además explotaba minas en la entonces provincia de San Miguel, contrayendo matrimonio con doña Margarita Ávila Cisneros, en 1792.
Don José María nació entre 1793 y 1794, contrayendo nupcias con Petrona Espinoza en 1812. Fue el primogénito del matrimonio Barrios-Espinoza, y el único varón, naciendo también producto de ese matrimonio Petronila, nacida en 1815 y casada con el general Trinidad Cabañas, y María Josefa, nacida en 1817 casada con don Ignacio Díaz y en segundas nupcias con don N. Espinoza.

### Primeros años de su vida
Los primeros años de su vida los pasó en la propiedad de su familia en el Norte de San Miguel. Nunca fue a la escuela, pues su formación la recibió de parte de su abuelo don Pedro Joaquín Barrios y de un viejo profesor francés, conocido como «el Noble», amigo y protegido de la familia Barrios; así, al igual que Morazán, Bolívar y otros tantos héroes latinoamericanos, Barrios fue autodidacta. De otros aspectos de su vida en los primeros años de su vida se sabe muy poco; pero es conocido que don José María esperaba que su hijo le ayudase en las labores agrícolas, por ser él el único varón de la familia, excusándose siempre éste por no concurrir a la hacienda de su padre.

### Aspecto y fisionomía
Italo López Vallecillos, en su Gerardo Barrios y su Tiempo, la obra más completa referente a este paladín, descríbelo de la siguiente manera:

Barrios era de media estatura, moreno claro, de ojos negros y grandes, cejas pobladas, mentón recio, alta frente, bigote y barba, cuerpo fornido y de espalda ancha. Discreto en el hablar, de modales sencillos. Galante y gentil con las señoras. Serio y responsable en sus juicios. Francés por su cultura, español por su carácter y emotividad. Sincero y leal con sus amigos; violento y severo con su detractores. Un defecto: cojeaba. Un báculo dábale prestancia, al andar. Gustaba de los uniformes vistosos, entorchados, a la manera francesa. Militar de la auténtica vocación; guerrero por convicciones patrioticas. Prudente y cauto para hacer la guerra. Escuchaba la buena música, marchas y piezas sacras. Lector incansable.

## Inicios de su carrera militar y política

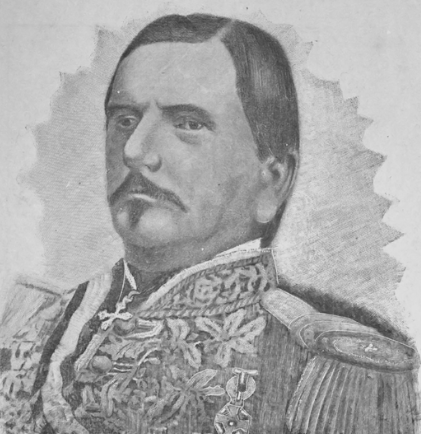
Gerardo Barrios fue un destacado militar y político. Ocupó la presidencia de El Salvador entre los años 1858 y luego en 1860.

### La anarquía de 1826

Escudo de la Primera Federación Centroamericana.

Después de la declaración de independencia y del intento de México de anexarse el territorio del Reino de Guatemala, se constituyó las Provincias Unidas de Centroamérica, posteriormente denominada República Federal de Centroamérica, integrada por las actuales repúblicas de Guatemala, El Salvador, Honduras, Nicaragua y Costa Rica.
Manuel José Arce fue elegido primer presidente de la República federal, propuesto por el partido liberal. Sin embargo, ya en la presidencia empezó a favorecer al sector conservador de Guatemala, creando recelos entre los demás Estados de la Federación; esto, aunado a la intervención que hizo tanto en Guatemala, Honduras y El Salvador, terminó por caldear la situación política de Centroamérica.
Fue la decisión de Arce de establecer una república unitaria con sede en Guatemala, derogando la Constitución Federal de 1824, lo que terminó desembocando en la guerra civil —aunque algunos sostienen que fue el intento de Arce como presidente de ejercer las prerrogativas de la Federación frente a los Estados—. La guerra fue total en toda Centroamérica, con la única salvedad de Costa Rica.

### Morazán y Barrios

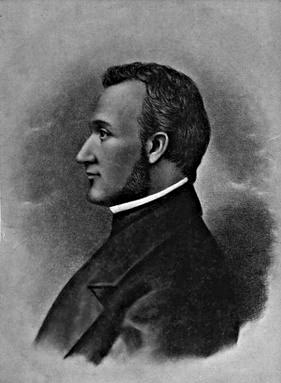
El general Francisco Morazán, paladín de la Unidad Centro Americana. Barrios fue liberal y apoyó la unidad de Centroamérica. Desde muy joven formó parte del ejército del último presidente de la Federación de Fincas Centroamericanas, Francisco Morazán

En el marco de la anarquía de 1826 surgió el máximo paladín de la unidad centroamericana: Francisco Morazán. Después de derrotar a los federales en suelo hondureño —destacando la batalla de La Trinidad del 11 de noviembre de 1827— y restablecer el orden constitucional en el estado de Honduras, marchó sobre El Salvador con el objeto de volver el orden constitucional en dicho estado y luego en toda la Federación. A este ejército se le denomina como el «Ejército Protector de la Ley».
Fue en esta incursión en territorio salvadoreño cuando Barrios se unió a las filas de Morazán, alistándose el 3 de julio de 1828, con tan solo catorce años, como base y luego como soldado. Como hijo de un terrateniente, Barrios sabía desde pequeño a utilizar armas de fuego y montar a caballo. Participó en la batalla de Gualcho, del 5 de julio de 1828, donde recibió su bautismo de fuego; desde entonces, la relación entre Barrios y Morazán se fue estrechando, hasta el fatal desenlace de Morazán en Costa Rica.
Barrios permaneció desde dicha batalla hasta la toma de Guatemala, regresando a El Salvador en 1830, para atender las labores agrícolas de su familia. En 1832, debido a la oposición del jefe del Estado, José María Cornejo, y del intento separatista de este, Morazán intervino militarmente a El Salvador; en esta campaña, Barrios, con grado de teniente, se unió nuevamente a su maestro.
En la carrera política, Barrios fue electo representante ante la Asamblea Legislativa del Estado de El Salvador de 1834. Desde dicho año, ocupó varios cargos hasta ser nombrado presidente del Congreso Federal de 1838, destacándose como promotor de la Unión de Centroamérica.
Ante el fracaso de la República Federal de Centroamérica, quedando como último estado federal el de El Salvador, y ante la presión de los otros estados de la expulsión de Morazán, este abandona El Salvador el 5 de abril de 1840, por el Puerto de La Libertad. Barrios, fiel a su maestro acompañó a Morazán en el exilio, junto a otros liberales centroamericanos.

## Exilio y muerte de Morazán

### El exilio en Costa Rica
Tras dieciséis días de travesía de los emigrados a bordo de la goleta Izalco, tocaron el puerto de Puntarenas; la mayoría de exiliados buscó el asilo en Costa Rica. Morazán tenía por destino la ciudad panameña de David, donde se encontraba su esposa; con objeto de facilitar su obtención de asilo, envió un comunicado al Gobierno costarricense en el que solicitaba el asilo para los exiliados que le acompañaban, o el simple permiso para cruzar y tomar otro barco en el mar Caribe. El gobierno de Costa Rica concedió el asilo de manera discrecional el día 24 de abril de 1840; entre los que se quedaron en Costa Rica figuraba Gerardo Barrios, quien se separó así de su maestro, por corto tiempo.

### Morazán y Barrios de regreso a El Salvador
En 1842, debido a los intentos colonialistas ingleses, Morazán decidió salir en defensa de la Nación Centroamericana, convocando a varios de sus amigos en el exilio, entre ellos el entonces coronel Barrios. Morazán partió de Perú a bordo del bergantín El Cruzador en enero de 1842; después de hacer escalas en Ecuador, Panamá y Costa Rica, Morazán y sus hombres desembarcan en el puerto de La Unión el 15 de enero de 1842. Fue aquí donde le ofreció sus servicios al Gobierno salvadoreño para luchar contra los ingleses, y de aquí avanzan hasta San Miguel, donde le esperaban numerosos partidarios; dicha proposición fue rechazada por el entonces gobernante Juan José Guzmán.

### El derrocamiento de Carrillo
Siendo rechazada por las autoridades salvadoreñas la propuesta de ayuda de Morazán, decidió regresar a Costa Rica, donde ya tenía previsto derrocar al régimen dictatorial de Braulio Carrillo. Morazán logró su cometido de deponer a Carrillo con la ayuda de los generales Enrique Rivas, Manuel Antonio Molina y Vicente Villaseñor, este último nombrado por el régimen para que luchara contra Morazán.

### La ejecución de Morazán
Una vez en el poder, Morazán emitió una orden de reclutamiento a fin de marchar a la guerra y restablecer la República Federal, dándole al coronel Barrios uno de los batallones que se constituyeron para dicha empresa. Debido a esta orden de reclutamiento y el miedo de muchos contra una posible intervención de Carrera, estalló la rebelión en contra de Morazán, que culminó con la ejecución de este, junto al general Villaseñor, en la plaza central de San José el 15 de septiembre de 1842.

## El regreso a El Salvador

### Los coquimbos

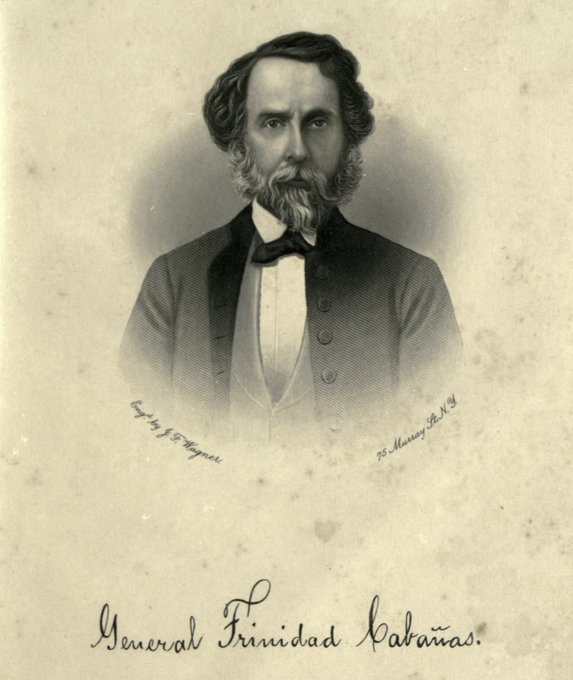
General José Trinidad Cabañas. Así que regresó a El Salvador, donde vivió muchos años y en su estadía sirvió como ministro y gobernador civil y militar de San Miguel en el gobierno de su amigo Gerardo Barrios (1858-1863). Llegó a San Salvador en el 30 de septiembre de 1862 a las 4:30 p. m.

Muchos fueron los que se encontraban prisioneros de guerra después de la ejecución de Morazán, entre ellos el general Trinidad Cabañas y el coronel Barrios. El Gobierno de Costa Rica puso en manos de los demás Gobiernos de la región la suerte de estos soldados morazanistas, y, tras fuertes presiones políticas, el Gobierno de El Salvador les concedió el asilo. Los exprisioneros se embarcaron el 3 de diciembre de 1842, con destino a El Salvador, en un velero llamado Coquimbo; desde esa fecha, dichos soldados de la libertad y la democracia, exponentes del liberalismo, quedaron bautizados como «Los Coquimbos».

### Matrimonio

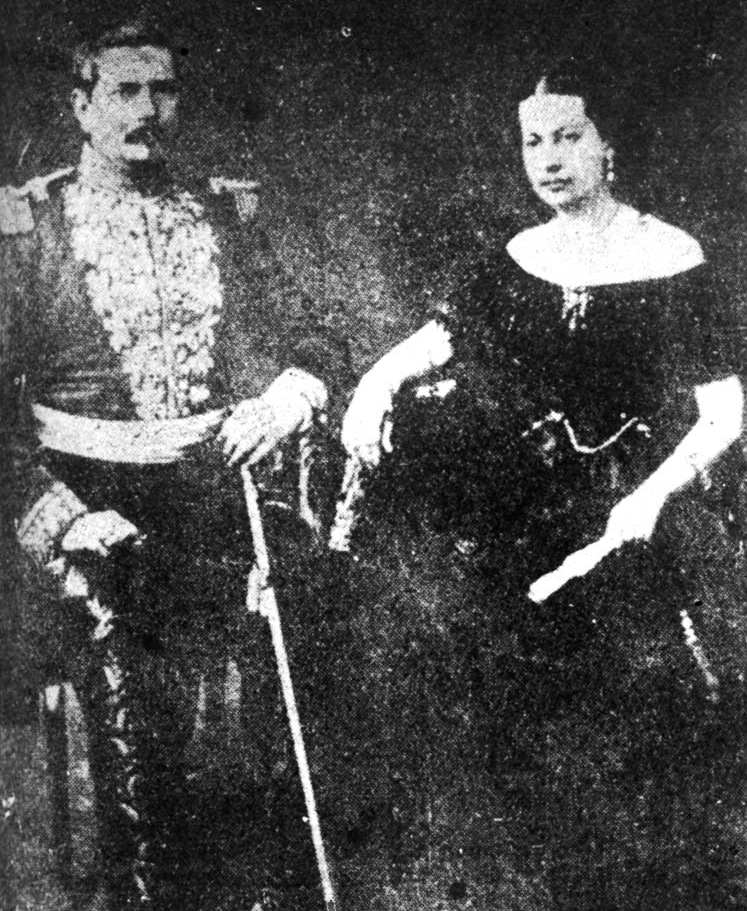
Gerardo Barrios y Adelaida Guzmán Saldos, grabado de 1851.

De regreso en El Salvador, Barrios se dedicó nuevamente a las labores agrícolas, visitando seguidamente la ciudad de San Miguel, donde asistía a bailes y recepciones; fue durante estos que conoció a la señorita Adelaida Guzmán Saldos, hija del general Joaquín Eufrasio Guzmán y de Paula Saldos. La boda se realizó en diciembre de 1843, en la antigua parroquia de San Miguel; Adelaida tenía diecisiete años al momento de su boda; de dicho matrimonio no nacieron hijos.

### Barrios y Malespín
Para 1844, el Paladín participó en la incursión a territorio guatemalteco realizada por el entonces presidente Francisco Malespín. Tras la fallida incursión y la mediación del obispo Jorge Viteri y Ungo, Malespín, en consonancia con Carrera, acuerdo expatriar a los coquimbos. Barrios fue alertado por su suegro y, en compañía del general Cabañas, se alzó en armas en San Miguel, el 5 de septiembre de 1844; luego avanzaron hasta Cojutepeque, pero, al no encontrar apoyo, decidieron refugiarse en Nicaragua. Dicho incidente motivó a Malespín a declararle la guerra a Nicaragua; sitió la ciudad de León, que finalmente cayó el 22 de enero de 1845. Ante esta situación, y contra su voluntad, Barrios regresó a El Salvador.
Una vez en el país, Barrios difundió el rumor de que Malespín había sido derrotado en León y que huía hacia Costa Rica; y, con ayuda del general Cabañas, convenció a su suegro de que se hiciera cargo del Ejecutivo. Entonces, la Asamblea Legislativa desconoció a Malespín, quien, enterado de esto, empezó operaciones para obtener nuevamente el poder —para este momento, el obispo de San Salvador lo había excomulgado por el fusilamiento del párroco Crespín, en León—. Tras una serie de batallas, Malespín fue derrotado por Guzmán el 22 de febrero de 1845.

### Viaje a Europa y a Estados Unidos de América

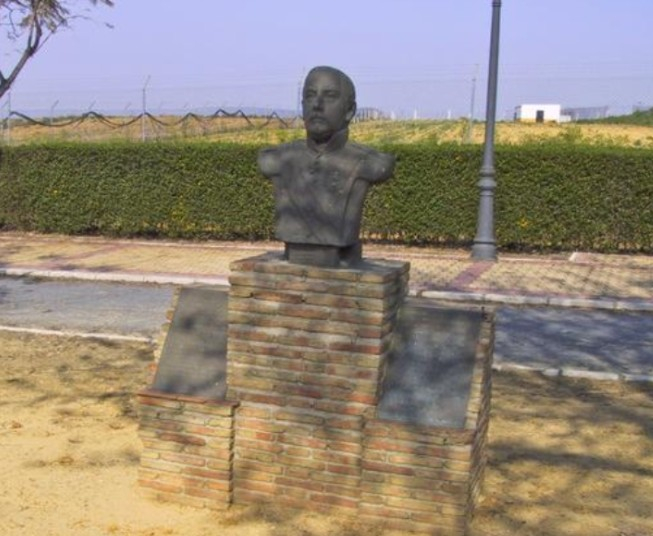
Busto de Barrios en Palos de la Frontera (España).

El 16 de enero de 1846, Barrios y doña Adelaida abandonaron El Salvador. El Gobierno, presidido por su suegro, le encomendó la misión de promover relaciones comerciales y culturales con España, Francia e Italia; en una carta escrita por él, expresa que viajó por Europa «a fin de conectar a Centroamérica con el mundo civilizado». Durante dicho viaje, Barrios fue recibido por muchos de los reyes y hombres de poder de la época: visitó a la reina Isabel II de España; de aquí, prosiguió a Italia, donde fue recibido por los reyes Carlos Alberto de Cerdeña y Fernando II de Nápoles; visitó además al papa Pío IX. En Inglaterra conoció a la reina Victoria, que le obsequió con llamada Marcha Reina Victoria, hoy conocida como Marcha Gerardo Barrios. En 1849 hizo escala en Francia, donde lo recibió Napoleón III. El presidente de la República distinguió a su visitante dándole su bastón de jefe de los Ejércitos de Francia en una parada militar, acto que se realizó en la avenida principal de los Campos Elíseos.

## Barrios y la Batalla de la Arada

### Regreso de su viaje por Europa
Barrios regresó a fines de 1849 a El Salvador, comprándose una casa en el país, la cual se hallaba situada en la calle del Calvario (hoy la esquina formada por la 6.ª calle Poniente y la 6.ª avenida Sur).

### La batalla de La Arada
En 1850, el liberalismo centroamericano se unió para tratar de conseguir el derrocamiento de Rafael Carrera en Guatemala. En esa oportunidad, Barrios se unió al ejército del licenciado Doroteo Vasconcelos, teniendo como misión principal la de la vigilancia de la frontera y, luego, unirse al ejército en el frente de Metapán. No obstante, el ejército salvadoreño-hondureño fue derrotado en La Arada, el 2 de febrero de 1851. Tras este desastre militar, que obligó a la renuncia de Vasconcelos como presidente de El Salvador, Barrios fue elegido diputado a la cámara de representantes de El Salvador en 1852, y diputado constituyente al fallido intento de unión de ese año.

## Barrios en la guerra nacional de 1857

### Barrios como agente salvadoreño ante Carrera
Reconocida la amenaza del filibustero estadounidense William Walker para las naciones centroamericanas, Barrios recibió la comisión en marzo de 1857, por el Gobierno de don Rafael Campo, para ir a Guatemala y convencer al caudillo guatemalteco Rafael Carrera sobre la necesidad de enfrentar como bloque a los norteamericanos, a fin de que Guatemala se uniera a los esfuerzos de Costa Rica, Honduras y El Salvador de vencer a los filibusteros, y conseguir la conformación del Ejército Aliado Centroamericano; estos soldados fueron los que a la larga, vencieron al ejército de William Walker.

### Barrios como conciliador de Nicaragua
El 8 de abril de 1857, Barrios recibió el nombramiento de jefe del Ejército Expedicionario salvadoreño; aunque, para cuando llegó a León, el 5 de mayo de 1857, la guerra ya había terminado. La actuación de Barrios en este conflicto no fue en el campo de batalla, sino en su labor conciliadora: al evitar el enfrentamiento entre las tropas de Guatemala y León, así como lanzar una proclama en León invitando a los nicaragüenses a abandonar las facciones y a establecer un gobierno presidencial de transición. Al efecto la Gaceta del Salvador de 20 de mayo de 1857, se consignó el acta donde los partidos en discordia se comprometían a reorganizar Nicaragua.

### La rebelión de los ocho días

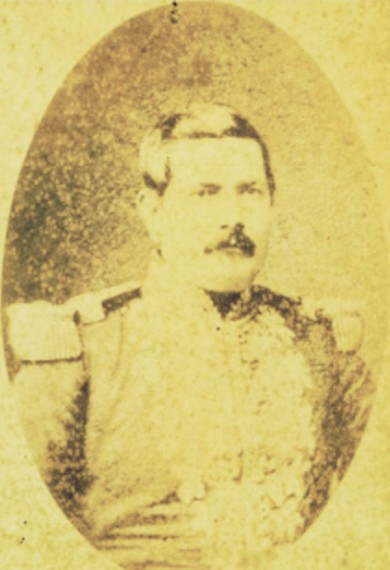
Gerardo Barrios fue un hombre ilustrado, con carácter de líder, pero que los cambios en el país los impulsó con el uso de la fuerza y el autoritarismo característico de los caudillos.

Después de sus labores conciliadoras en Nicaragua, Barrios desembarcó el 7 de junio de 1857 en el Puerto de La Libertad. Entre sus motivos de regreso, al haber finalizado la guerra contra Walker, estaba el de capturar a los desertores del Ejército salvadoreño: el general Ramón Belloso y el coronel Ciriaco Choto. Estos habían huido de Nicaragua con el único fin de generar intriga entre el general Barrios y el presidente Campo, acusando al primero de traidor y de querer hacer la guerra en Centroamérica.
Intrigado por los conservadores, el presidente Campo licenció al Ejército salvadoreño y removió del cargo de jefe al general Barrios. Este, herido en su honor, propuso unas bases para el arreglo de la controversia entre él y el presidente, que fueron tomadas como evidencia conspirativa. El choque era inevitable: Campos preparó tropas en Cojutepeque —entonces capital de El Salvador, debido al terremoto de 1854— para hacer frente a la rebelión.
Fue en este marco cuando Barrios recurrió a Francisco Dueñas, de quien esperaba que interpusiera sus oficios para mediar entre él y el presidente, y resolver la crisis. Aunque nada se sabe del pacto secreto entre estos dos personajes, miembros de los dos partidos antagónicos de la época, Dueñas habría animado a Barrios para sublevarse. Al tener conocimiento de esta acta, Campos emitió un decreto ejecutivo en el que declara faccioso y rebelde a Barrios; para este, entonces Barrios se movilizó junto al licenciado Dueñas al frente del ejército que venía de Nicaragua, cuando Dueñas se adelantó para «parlamentar» con el presidente Campo sobre las bases de su renuncia y el cambio de autoridad militar. Al llegar este a Cojutepeque, lo primero que hizo fue denunciar los planes de Barrios y adherirse al presidente Campo.
En esta coyuntura, apareció el expresidente José María San Martín como mediador, a fin de salvar la situación y mantener el Gobierno legal. Gracias a su intervención, logró que Barrios depusiera las armas y se presentará a Cojutepeque sin escolta, a rendir el ejército ante el presidente Campo y entregando su espada el 15 de junio de 1857. Campos, a cambio, concedió amnistía a los facciosos, retirándose Barrios a San Miguel.

## La presidencia de Santín

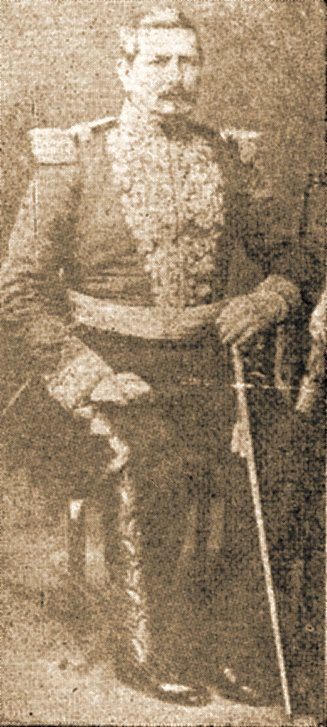
Gerardo Barrios. fue segundo designado en la presidencia de Santín. Fotografía de la época.

### Elecciones de 1857
El periodo constitucional de Rafael Campo finalizaba el 31 de enero de 1858; en las elecciones presidenciales realizadas el año anterior resultaron elegidas las siguientes personas:
- Presidente: coronel Miguel Santín del Castillo.
- Vicepresidente: general Joaquín Eufrasio Guzmán.
- Primer designado: don Lorenzo Zepeda.
- Segundo designado: general Gerardo Barrios.

Con todo, pese a las intrigas del sector conservador y la rebelión fallida de 1857, el prestigio de Barrios no fue dañado, de suerte que obtuvo la elección como senador y consiguió el ascenso del partido liberal.

### Barrios en el ejercicio del poder ejecutivo

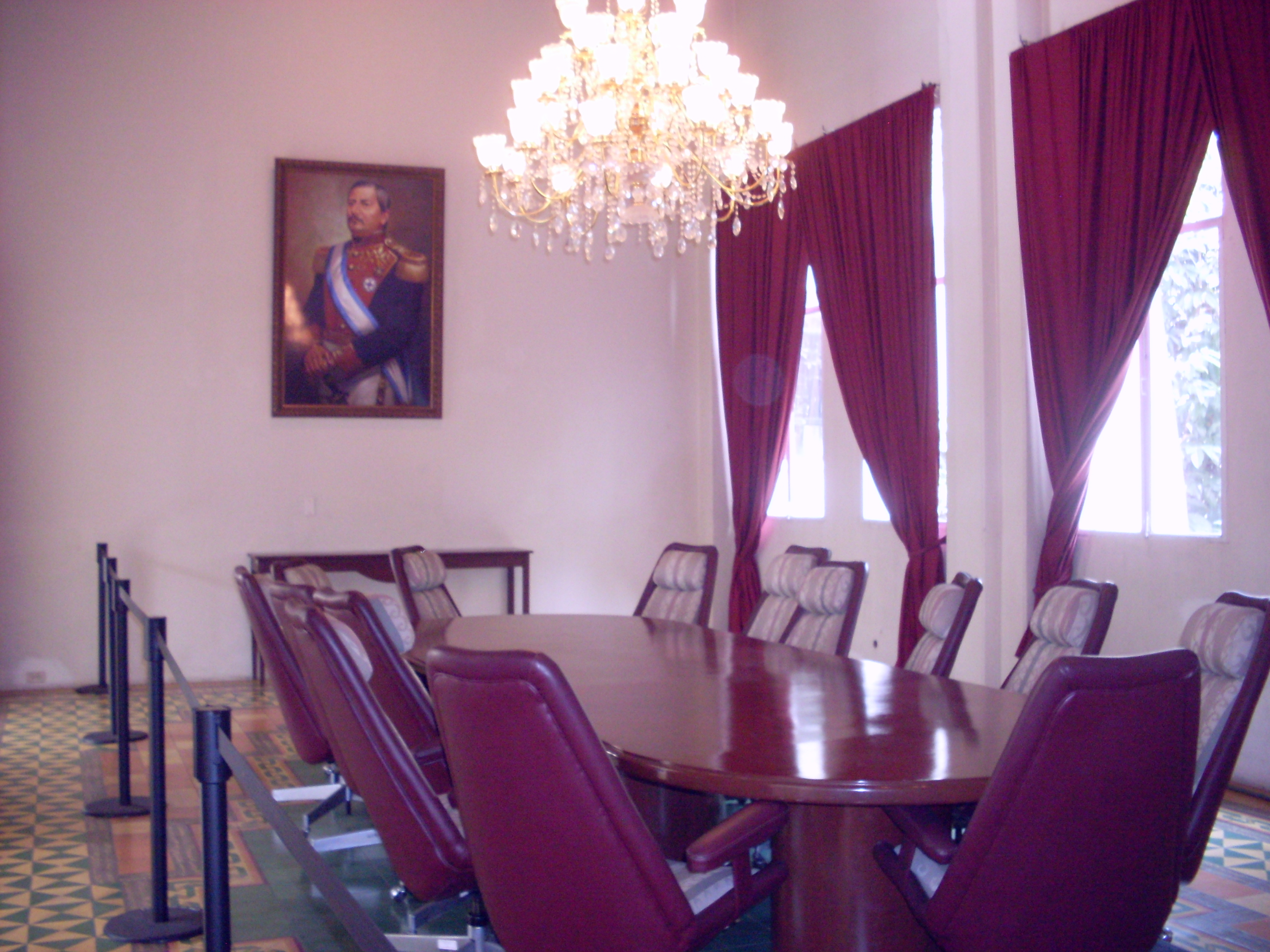
Pintura de Gerardo Barrios en el salón que ostenta su nombre, ubicado en la antigua Casa Presidencial de El Salvador.

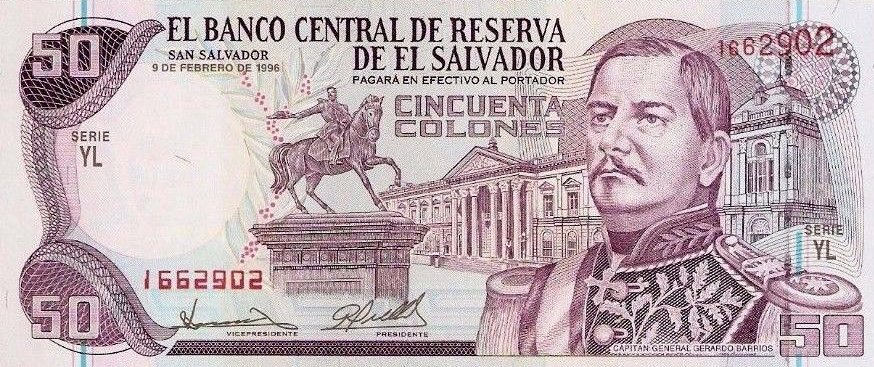
Un colón con la imagen del presidente Barrios. En 1856, el caudillo liberal y el general Unionista Centroamericano Gerardo Barrios, propietario de una extensa plantación de café en Cacaguatique, requerían cultivo de café por ley. Esta decisión de Barrios llegaría a cambiar, con el tiempo, la configuración del centro político y geográfico de El Salvador.

Barrios se encontraba en San Miguel cuando, a inicios de junio de 1858, fue llamado por el presidente Santín; ya en Cojutepeque, este le expresó su deseo de que se hiciera cargo del Ejecutivo mientras él se retiraba al cuidado de sus haciendas. El llamamiento de Barrios se debió a que tanto su suegro como el senador Zepeda no habían aceptado la presidencia, debido a las siguientes causas: (1) lo agotado de las rentas públicas; (2) la necesidad de trasladar la capital de Cojutepeque a San Salvador; y (3) elementos del foro y la Universidad, en San Vicente, obstaculizaban las labores del Gobierno.
Antes de hacerse cargo del poder, Barrios había sido nombrado ministro de Relaciones Exteriores y del Interior por Santín (quien además era su compadre); se haría cargo del Ejecutivo desde el 24 de junio de 1858. Durante este breve periodo de ejercicio —del 24 de junio al 18 de septiembre de 1858—, dio impulso a las siguientes medidas:
- Trasladar la capital de Cojutepeque a San Salvador.
- Introdujo reformas a la enseñanza primaria.
- Impulsó la creación de las Escuelas Normales de San Miguel, San Salvador y Santa Ana.
- Comenzó la apertura del camino de San Miguel a San Salvador, pasando por San Vicente y Cojutepeque
- Reorganizó las milicias.
- Profesionalizó el Ejército regular.
- Fundó el Hospicio de San Salvador.

Dos hechos en principal destacan en este período:
- La coerción con que hizo acatar a los magistrados que no querían concurrir a San Salvador, evitando así un segundo cisma judicial, como el que había habido meses antes.[48]
- Los honores póstumos que rindió a Francisco Morazán, trasladando sus restos de Cojutepeque al Cementerio General de San Salvador, donde actualmente reposan.[49]

Barrios entregó la presidencia a Santín —no obstante la opinión pública asegurase que no la entregaría por gozar del apoyo del Ejército y de amplios sectores de la población— el 18 de septiembre. 
El período del Capitán General Gerardo Barrios (1860-1865) marcó un hito significativo en la definición del papel del Estado Salvadoreño. Durante su mandato, se estableció el Consejo de Ministros y se intensificaron las relaciones exteriores con Estados Unidos y Europa. El ciudadano guatemalteco Manuel de Irungaray, cercano a Barrios, dirigió el Ministerio de Relaciones Exteriores y desplegó habilidades diplomáticas clave, firmando acuerdos con países europeos, como Francia, y tratados importantes, como el de Santa Rosa con Honduras en 1862.

### Santín y Barrios en conflicto

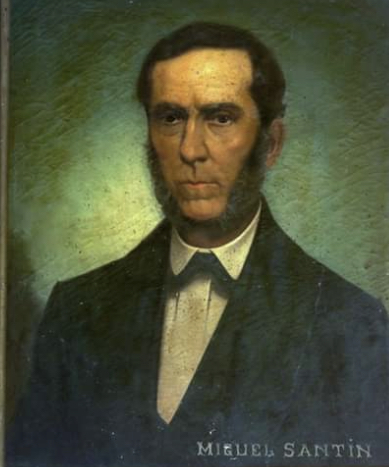
Presidente Santín.

Antes de la entrega del poder a Santín, diversos sectores rumoraban que Barrios se alzaría y no lo entregaría; rumor que quedó desvirtuado con el mencionado traspaso de mando. Pero la actitud de Santín para con Barrios fue cambiando paulatinamente hasta el grado de removerlo del cargo de ministro de Relaciones, para el que nombró a su más férreo opositor, Francisco Dueñas; además de insistirle en que renunciara a la comandancia del Ejército. Barrios, conocedor de los cambios, arrestó a Francisco Dueñas y lo mandó exiliado; renunció el día 10 de enero a la comandancia del Ejército, pero con la condición de que también renunciara Santín, comprometiéndose ambos a retirarse a la vida pública. Tras la renuncia de Barrios a la comandancia, se dio el alzamiento de Sonsonate en apoyo al presidente Santín —en realidad, había otras municipalidades implicadas, pero solo Sonsonate siguió el plan original—. Al carecer de apoyo, Santín se unió al plan de Barrios de abandonar ambos la vida política.
La Asamblea General decide entonces llamar al general Guzmán para que ejerciese el poder ejecutivo, tomando posesión el 19 de enero de 1859. La Cámara de Diputados, enterada de la revuelta de Sonsonate, pidió públicamente que se enjuiciase a Santín; lo cual fue avalado por la Cámara de Senadores, nombrando como fiscal al señor Juan Rodezno. Santín procedió entonces a denunciar a Barrios por actos arbitrarios —como el extrañamiento de Dueñas del territorio nacional o la coerción que ejerció sobre los magistrados rebeldes para regresar a San Salvador—, acusación que fue resuelta exonerando de responsabilidad a Barrios. En medio del juicio, Santín del Castillo huyó a Nicaragua; esto, sumado al exilio de Dueñas y de otros conservadores en los primeros días de 1859, consolidó el afianzamiento del partido liberal y allanó el camino de Barrios hacia la presidencia de la República.
Tras el breve ejercicio de la presidencia por parte del general Guzmán, este la cedió al licenciado José María Peralta, entonces primer designado. Este periodo estuvo marcado por los rumores de una posible invasión de Santín desde Honduras; tanto que, el 3 de marzo de 1859, los músicos de la banda militar de San Salvador, encabezados por Antonio Tórtola, se rebelaron y apoderaron del cuartel de Santo Domingo y de los almacenes de guerra. Aunque el movimiento fue sofocado, provocó que el general Barrios se desplazara desde San Miguel; al llegar a San Salvador, se le pidió que se hiciera cargo de la presidencia, hecho que se hizo efectivo el 12 de ese mes, cuando el licenciado Peralta depositó la presidencia.

## Barrios en la presidencia (1859-1863)

### En búsqueda de la consolidación

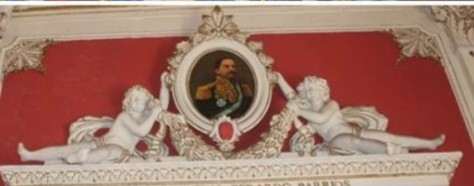
Litografía en óleo del presidente Barrios, situado en el Palacio Nacional.

Barrios asumió la presidencia en un momento crítico, debido a los intentos de invasión tanto de Santín del Castillo como de Dueñas. Uno de los primeros actos que realizó fue alcanzar la amistad tanto del régimen de Rafael Carrera como de Santos Guardiola, entonces presidente de Honduras. Para llevar a cabo su obra, Barrios sabía a la perfección que no podría realizarla salvo que se acercara a Guatemala, y fue gracias a este acercamiento como los intentos de invasión por parte de los exiliados terminaron. Barrios gobernaría con relativa tranquilidad durante tres años, si bien tuvo problemas con el régimen de Guardiola.

#### Viaje a Guatemala
En este sentido de acercamiento, el 16 de diciembre de 1860, Barrios depositó la presidencia en el licenciado José María Peralta y emprendió viaje oficial hacia la República de Guatemala. La comitiva estaba integrada, además, por doña Adelaida Guzmán de Barrios, doña Virginia Guzmán (cuñada de Barrios), doña Dolores López de Lobo Guerrero, doctor Eugenio Aguilar, presbítero Estanislao Campo, don Federico Meany, don David Guzmán y otros. Llegaron a la Ciudad de Guatemala el 23 de diciembre y regresaron vía marítima el 23 de enero de 1861.
En el 25 de diciembre, Barrios, acompañado de su esposa, su hermana y otras, y el presidente Carrera pasaron revista a los cuerpos de la guarnición y fueron al Castillo de San José en un paseo militar. En el día 30, los obispos residentes en Guatemala, canónigos y eclesiásticos distinguidos, visitaron a Barrios; también hizo este visitas a algunos funcionarios principales. Durante una de ellas, al subir al coche, se le perdió una sortija de valor, y, advertida la autoridad local, dio sus órdenes para buscarla en la ciudad; ésta se encontró en Antigua Guatemala en el 3 de enero.
En el 31, fue invitado por los padres jesuitas para visitar en la noche el Colegio y Seminario de la Asunción, que en ese tiempo regían; fue acompañado por su esposa, su hermana y prima que, si bien eran prohibidas a entrar, los jesuitas solicitaron y obtuvieron permiso del obispo para relajar la regla en ese caso. Ahí escucharon una orquesta; después, se les introdujo a un salón, donde uno de los alumnos pronunció un discurso en que fue encomiada la paz y amistad entre El Salvador y Guatemala. Luego de otra pieza de la orquesta, otro joven pronunció un discurso en griego, y así alternaban piezas de música y discursos en latín, inglés, francés e italiano; concluyó con un poema que igual recomendó la fraternidad y paz entre los dos países. El padre Canudas, para finalizar, puso en juego las máquinas de física, haciendo varios experimentos interesantes a la audiencia, y terminó con hacer a las señoras sentir algunos de los efectos de la electricidad.
En el 1 de enero de 1861, el presidente Rafael Carrera dio un banquete para Barrios, al cual asistieron los ministros del Gobierno y sus esposas, los agentes extranjeros, los obispos y otros sumando a 55 personas; no asistieron la hija mayor del presidente Carrera ni el ministro de Hacienda y su esposa. En la noche del día 3 hubo un baile. El presidente con su esposa y hermana fueron a Antigua Guatemala, donde fueron recibidos por el corregidor de Suchitepéquez, y visitaron algunas de las poblaciones y haciendas de los alrededores de la Antigua; regresaron en el 13 de enero.
En el 23 de enero, salieron de la Ciudad de Guatemala para el puerto de San José y, en el día 26, se embarcaron en el vapor Guatemala; el mismo día desembarcaron en Acajutla y llegaron por la tarde en Sonsonate. En el 28, el ministro general del Gobierno, Manuel Irungaray, salió de San Salvador para Sonsonate a encontrar a sus hijas, que eran parte de la comitiva. El presidente, su esposa, su hermana, el ministro Manuel Irungaray y sus hijas, acompañados del Estado Mayor y escolta de honor del presidente, salieron de Sonsonate el 2 de febrero para Santa Ana. Entró a la capital en el 7 de febrero.

### El rango de capitán general
| —Considerando: que los eminentes servicios que en diferentes épocas ha prestado el General de División don Gerardo Barrios, ya en su profesión militar, ya en otros importantes destinos, lo hacen acreedor al reconocimiento y gratitud del pueblo salvadoreño, ha tenido bien a decretar y decreta: Art. Único.- Se concede al General de División don Gerardo Barrios, el título y honores de capitán general del Ejército de la República. |

Debido al prestigio que Barrios había alcanzado, la Cámara de Diputados aprobó el decreto legislativo por medio del cual se le confería el título y los honores de capitán general del Ejército de la República, el 24 de enero de 1860, siendo ratificado por la Cámara de Senadores el 26 del mismo mes.

### La elección presidencial

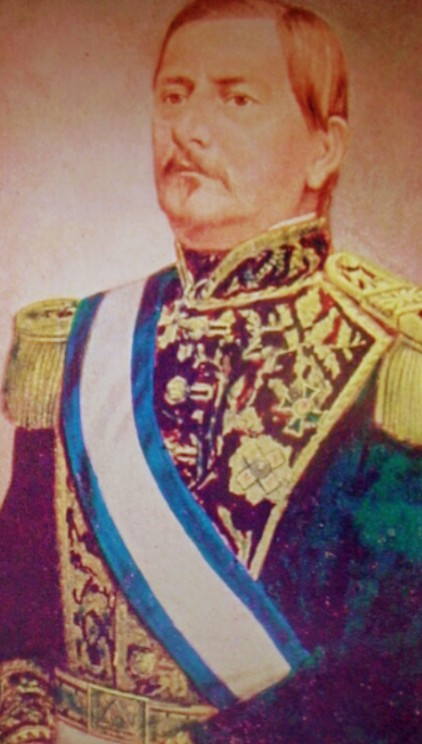
Retrato de Barrios

Ya en el ejercicio, Barrios promovió una reforma constitucional por la que se aumentaba el periodo presidencial de dos a cinco años. El periodo para el cual Santín del Castillo había sido elegido, y el cual Barrios, en calidad de senador designado, estaba concluyendo, se convocaron a elecciones en diciembre de 1859, siendo electo presidente Barrios. Así, la Cámara de Diputados y la Cámara de Senadores, reunidas en Asamblea General, declararon electo al capitán general Gerardo Barrios para el periodo comprendido entre el 1 de febrero de 1860 al 31 de enero de 1865.

### Principales iniciativas durante este segundo período

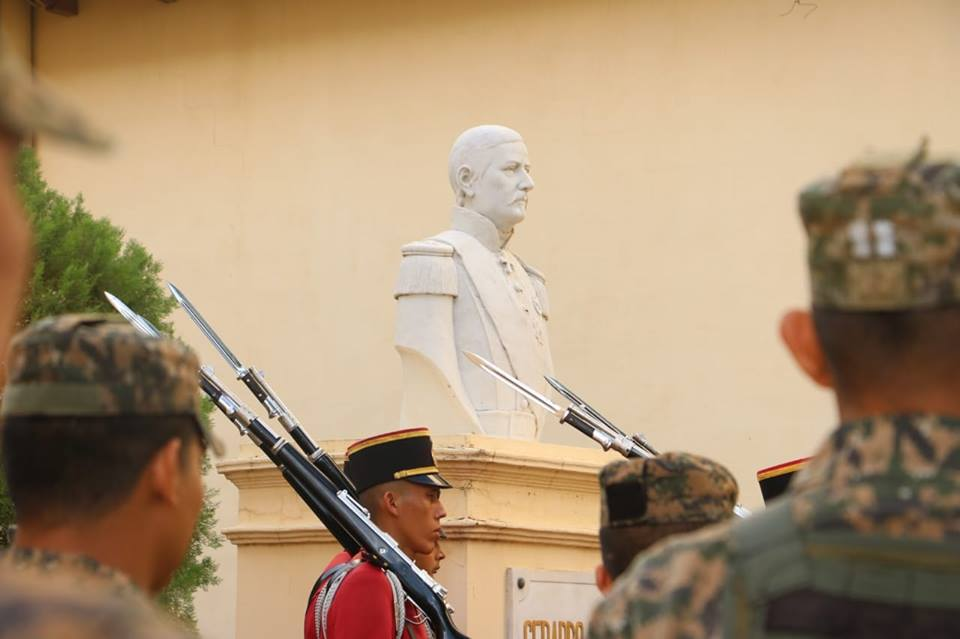
Busto de Gerardo Barrios

Las principales iniciativas durante este periodo fueron las siguientes:
- Impulsó la educación: promovió el laicismo, creó un Consejo de Instrucción Pública, inició y promovió la educación femenina —reflejando una cierta influencia europea, en especial francesa—, adquirió un nuevo edificio para la Universidad Nacional y contrató profesores extranjeros, tanto para la educación primaria y secundaria como para la universitaria.
- Promovió el cultivo y producción del café a escala nacional —que ya cultivaba en su hacienda Espíritu Santo).
- Profundizó en la profesionalización del Ejército: contrató instructores militares extranjeros, adquirió armamento y dio los primeros pasos en la creación de una Marina salvadoreña, así como de la caballería, a través de los Dragones de Morazán; en sus propias palabras, quería un «Ejército Profesional, no Empírico».[cita requerida]
- Mejoró los caminos que conectaban San Salvador con Santa Ana, del departamento de La Paz a San Salvador, de San Miguel a San Vicente y del Puerto de La Libertad a San Salvador.
- Introdujo el servicio de abastecimiento de agua potable a las poblaciones.
- Planeó la construcción de muelles de hierro en La Libertad y La Unión.
- Promovió un esquema de codificación de la legislación nacional, con la promulgación del Código Penal (1859), el Código Civil (1860) y el Código de Procedimientos Civiles (1863).
- Planeó la construcción del primer Palacio Nacional de El Salvador.
- Buscó restarle fuerza al poder eclesiástico, llegando incluso a decretar que los clérigos juraran lealtad al gobierno y la Constitución. Buscaría resolver el conflicto con la iglesia católica a través de la firma de un Concordato con la Santa Sede (1862) pero dicho conflicto continuaría, ocasionandole varios opositores que se exiliaron en Guatemala.[69][68]

El gobierno de Barrios se enfocó principalmente en lo militar y en defenderse de quienes veía como adversarios (los oposición política, liderada por Francisco Dueñas; el clero católico; y el presidente guatemalteco general Rafael Carrera); quedando todo lo demás, fuera de ese tema, en la planeación o como ideas, que realmente fueron llevadas a cabo por sus sucesores. A partir de 1882, la histografía liberal convirtió a Barrios en héroe nacional para complementar el culto a Morazán, en dicha selección tuvo más peso su idoneidad que su desempeño como gobernante; por ello, buena parte de lo que se ha señalado como sus grandes logros ha sido producto elaborado por sus apologistas.

## La caída del régimen de Barrios

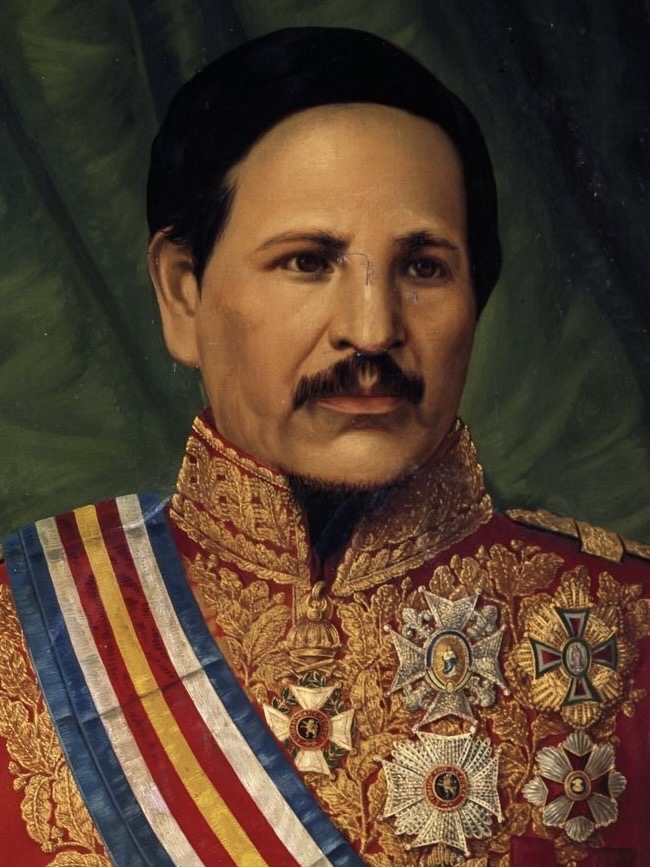
El capitán general Rafael Carrera.

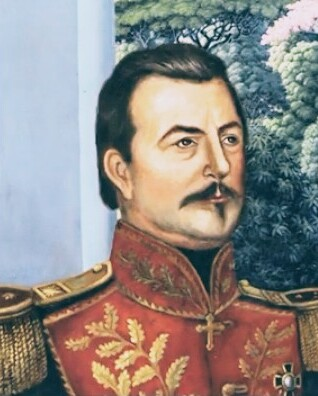
Su presidencia estuvo marcada por tres conflictos que lo llevaron a su derrota; la guerra contra los conservadores facción opositora a su gobierno, iglesia católica y con el gobierno de Guatemala por apoyar a sus adversarios políticos.

### El descontento con Carrera
Las políticas del general Barrios estaban basadas en los textos morazánicos de legislación; sus políticas eran liberales y, en uno y otro momento, iban a generarle dificultades con su vecino guatemalteco, el cual era el refugio de los conservadores. En palabras de López Vallecillos:

Su política liberal, aunque moderada en relación a la de Morazán, había despertado la ira de los sectores clericales de Centro América. En El Salvador, sus enemigos eran poderosos en recursos económicos, contaban, además, con inteligencias volubles salidas de la Universidad; pero sobre todo, tenían el apoyo decidido del alto clero. Barrios que consideraba sus «reformas» como algo propio de su época, no veía que Guatemala, corazón del conservadurismo, ya no estaba con él.

Hay que recordar que la mayoría de los conservadores salvadoreños, encabezados por Francisco Dueñas residían en Guatemala desde el ascenso de Barrios.
Hubo dos motivos por los cuales se exacerbaron los ánimos entre ambos países:
- Los problemas entre el Gobierno y el clero, iniciadas con el discurso del licenciado Manuel Suárez.
- Las negociaciones que el Gobierno de Barrios tenía con los de Honduras y Nicaragua para Unir Centroamérica —hay que recordar que Carrera había dado muerte a la Federación y todo intento de unificar Centroamérica él lo veía con desconfianza—.[71]

### La ruptura de relaciones

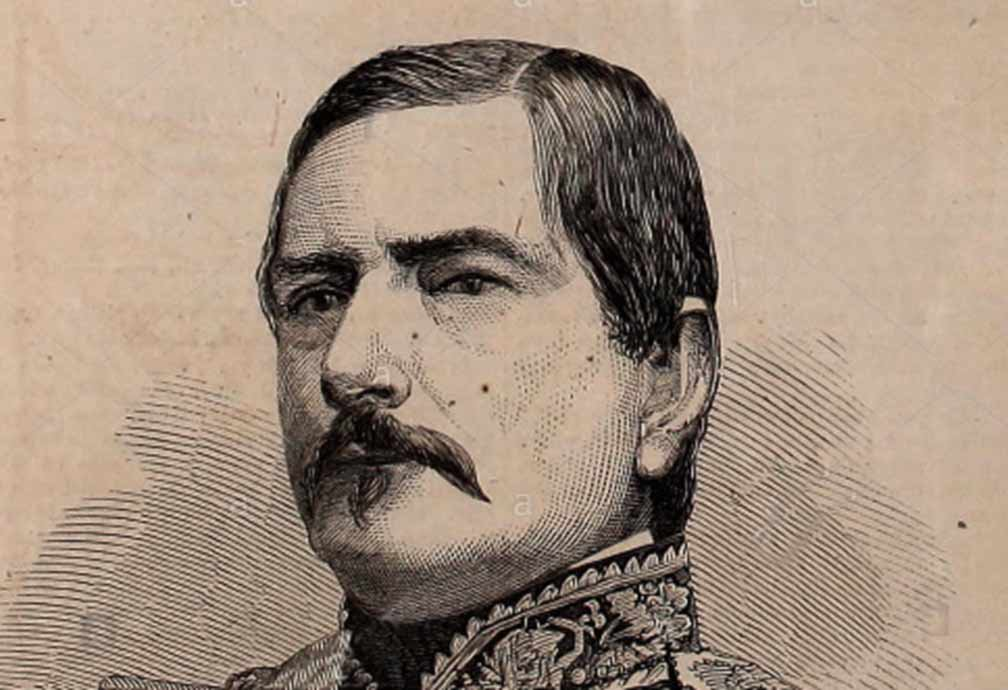
A pesar de que Barrios trató de no enemistarse con Rafael Carrera, finalmente llegaron al enfrentamiento bélico, y las fuerzas salvadoreñas fueron nuevamente derrotadas. Una vez más, Francisco Dueñas fue nombrado presidente en octubre de 1863, puesto que mantuvo hasta 1871 con el apoyo de Guatemala.

Los ataques entre ambos países eran repetidos; ya para 1862, los periódicos oficiales de Guatemala y El Salvador se acusaban mutuamente de interferencia política. Carrera rompió relaciones formales con El Salvador el 4 de diciembre de 1862, luego de un artículo, publicado el 20 de noviembre en el órgano de prensa oficial, la Gaceta del Salvador, en contra del Gobierno de Guatemala, al que acusaba de proteger a los exiliados salvadoreños. Esta ruptura diplomática significaría a la larga favorecer a los emigrados salvadores y preparar la guerra.
A pesar de que la situación era adversa, la población apoyaba al presidente Barrios, quien fue facultado ampliamente por las Cámaras Legislativas para la defensa de la patria. La labor de mediación que realizan varios amigos de Barrios no solo en Guatemala, sino en el istmo Centroamericano, retrasaron el conflicto por un buen tiempo. Destacó la labor mediativa del licenciado León Alvarado, amigo de los ambos generales, que actuaba en comisión del Gobierno de Honduras; y de los representantes diplomáticos del Reino Unido y Estados Unidos. Cuando el último intento de paz, promovido por el presbítero Santiago Valdez, se frustró, debido a las exigencias del presidente Carrera, la guerra era inminente.

### Batalla de Coatepeque

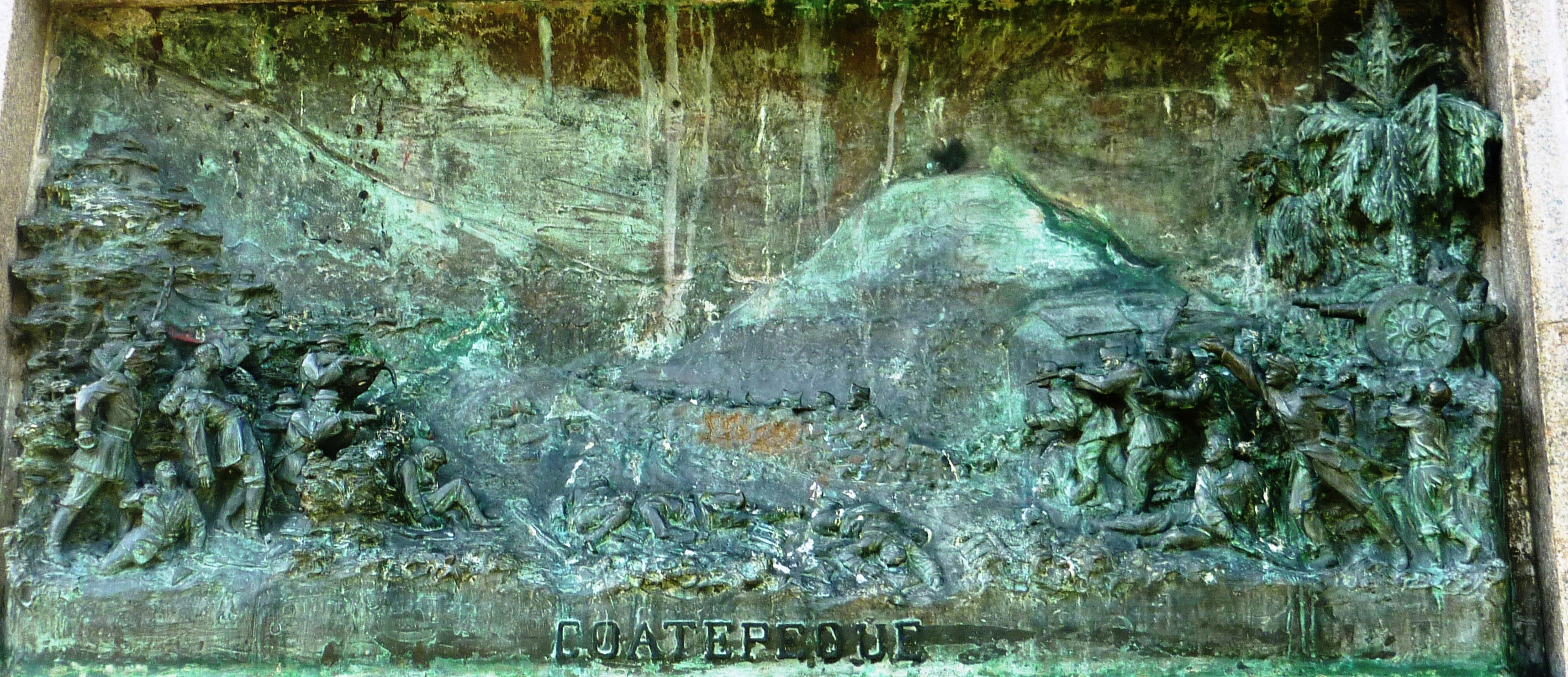
Batalla de Coatepeque en el monumento a Barrios.

En pie de guerra, Barrios mandó montar su cuartel general en la población de Coatepeque, a principios de febrero de 1863. Rafael Carrera dispuso sus fuerzas a lo largo de la frontera salvadoreña, empezando la movilización hacia territorio salvadoreño; ocupó las ciudades principales a lo largo de la frontera y estableció el cuartel en Santa Ana. El enfrentamiento entre ambos ejércitos tuvo lugar entre el 22 y el 24 de febrero, donde el ejército salvadoreño obtuvo una importante victoria.
Asimismo, en esta época rompieron relaciones El Salvador y Nicaragua, después de la fallida invasión del general Máximo Jerez en San Felipe, en que se da clima para lo que sería el segundo enfrentamiento del Ejército salvadoreño en 1863.

### Sitio de San Salvador

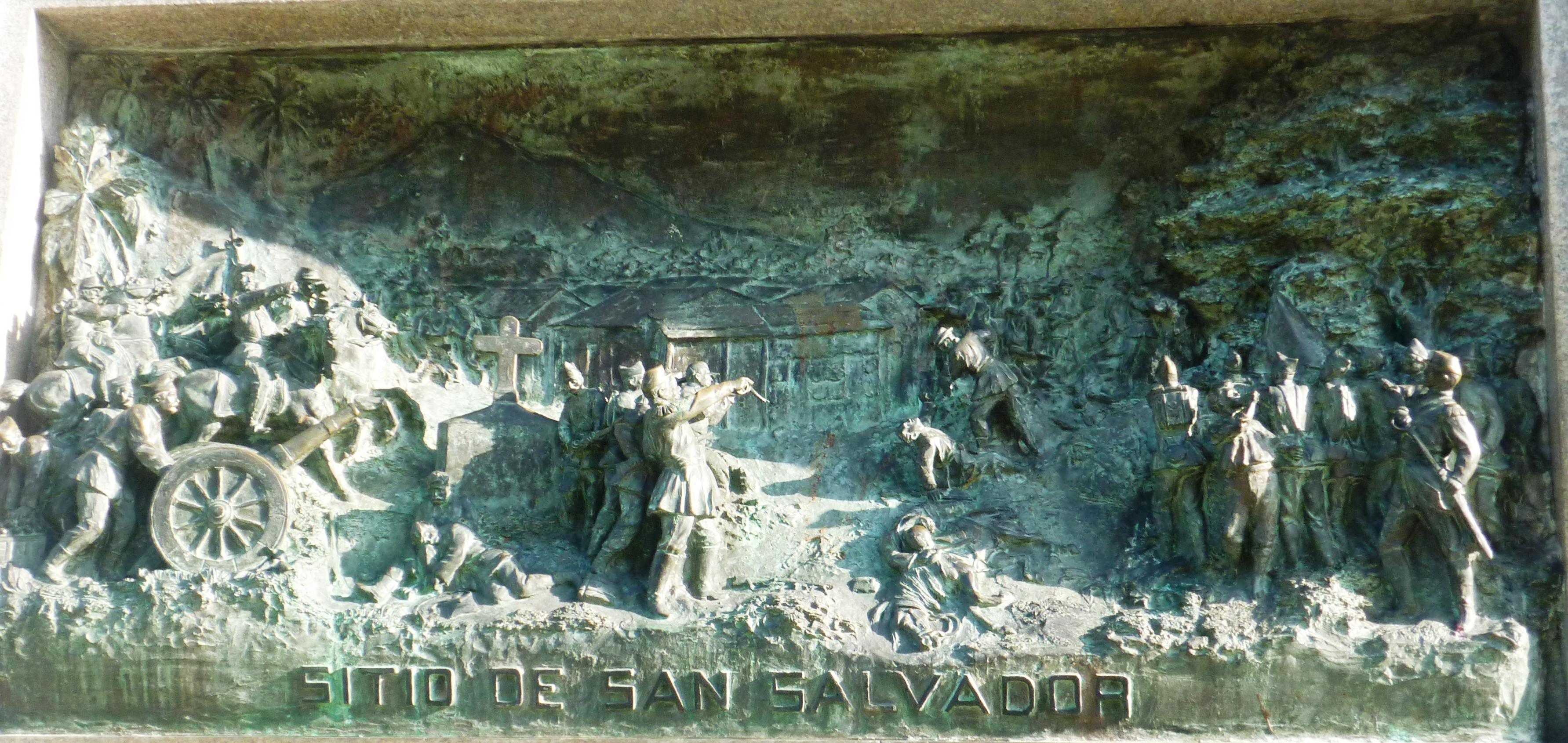
Escena del sitio de San Salvador en el monumento a Barrios.

Posterior a la derrota de Jerez en la batalla de San Felipe, Carrera se lanzó nuevamente a invadir a El Salvador; el presidente de Nicaragua, por su parte, dio armamento y tropa a los generales Florencio Xatruch y Juan José Bonilla para la acción en contra de Barrios y de Francisco Montes. Las acciones dieron inicio en junio de 1863; los hondureños fueron derrotados en Santa Rosa de Copán, empezando la invasión de El Salvador el 19 de junio de ese año.
Muchas deserciones se dieron en el Ejército salvadoreño, siendo la más escandalosa la del general Santiago González, lo cual facilitó la ocupación de la plaza de Santa Ana, cuya defensa le estaba encomendada; Carrera entró en dicha ciudad el 4 de julio. A Barrios no le quedó más opción que atrincherarse en San Salvador, construyendo todo tipo de fortificaciones; los exiliados, por su parte, proclamaron presidente a Francisco Dueñas el 10 de junio.
Poco a poco, las fuerzas guatemaltecas cercaban al Gobierno de Barrios por el occidente, y las fuerzas de Nicaragua, por el Oriente. Para el 28 de septiembre, los ejércitos invasores se encontraban en posición de atacar San Salvador, dando inicio al sitio. Los enfrentamientos llegaron a su clímax en octubre, cuando Carrera ordenó fuego contra San Salvador; a más de un mes, y sin agua en la capital, la plaza de San Salvador cayó el 26 de octubre, abandonando Barrios ese mismo día la ciudad, aunque su idea fuese morir en el sitio.

## Exilio y muerte

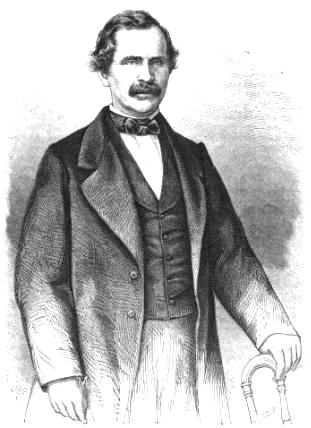
Una vez iniciada la invasión a El Salvador por parte del general Rafael Carrera, Francisco Dueñas se declara Presidente Provisional de El Salvador en junio de 1863 en la ciudad de Santa Ana; este último periodo de Dueñas en la presidencia se caracteriza por: El juicio y posterior ejecución del capitán general Gerardo Barrios el 29 de agosto de 1865

### Barrios en el exilio
Roto el cerco de San Salvador, Barrios empezó el escape con destino al puerto de La Unión, donde llegó a mediados de noviembre. En la madrugada del 21 de ese mes, confundido como un tripulante, abordó el buque Sutley sin ninguna dificultad; desde la popa de dicho barco, saludó con su pañuelo a sus perseguidores —por supuesto que, para lograr esta estratagema, fue ayudado por el cónsul de los Estados Unidos—.
El Sutley llegó a Costa Rica, donde partió con destino a Nueva York; al no encontrar apoyo en los Estados Unidos, regresó a Costa Rica, cuyo Gobierno le concedió asilo. Para esta época, la Asamblea Constituyente, convocada por Dueñas, lo declaró reo de alta traición por decreto legislativo de 18 de marzo de 1864.

### La extradición
Rafael Carrera falleció el 14 de abril de 1865; con su muerte, muchos vieron la oportunidad de alzarse en armas contra Dueñas. Barrios para este entonces se encontraba en Panamá y mantenía comunicación con su cuñado el general Cabañas, quien le comunicó la oportunidad del alzamiento; ambos acordaron el levantamiento, propiciando así el regreso de Barrios. Siguiendo el plan, Cabañas se alza en armas en San Miguel; no obstante, la rebelión fracasó por falta de apoyo.
Barrios, desconociendo este suceso, se embarcó en Panamá a bordo de la goleta Manuela Planas; cuando desembarcó en Meanguera, se dio cuenta del error y decidió regresar a Panamá el 25 de junio de 1865. Tras una fuerte tempestad, el mástil de la goleta se averió, lo que obligó a fondear en el puerto de Corinto, donde las autoridades nicaragüenses capturaron a Barrios el 28 de junio.
El Gobierno de Nicaragua, presionado por El Salvador y Guatemala por una parte, y los liberales por otra, no se decidía sobre la extradición de Barrios; fue con el asesinato de don Enrique Palacios cuando no tuvo más que acceder, con la única condición de que en todo caso fuere salva la vida del señor Barrios y libre de pena de muerte en el juicio que siguiere contra él. El acuerdo, así planteado, fue firmado por el Gobierno de Nicaragua y por Gregorio Arbizú, en representación de El Salvador.

### Sentencia y ejecución
| Hoy Dueñas formula mi sentencia, mañana se formulará la de él ante la historia. — Gerardo Barrios, acerca de su sentencia |

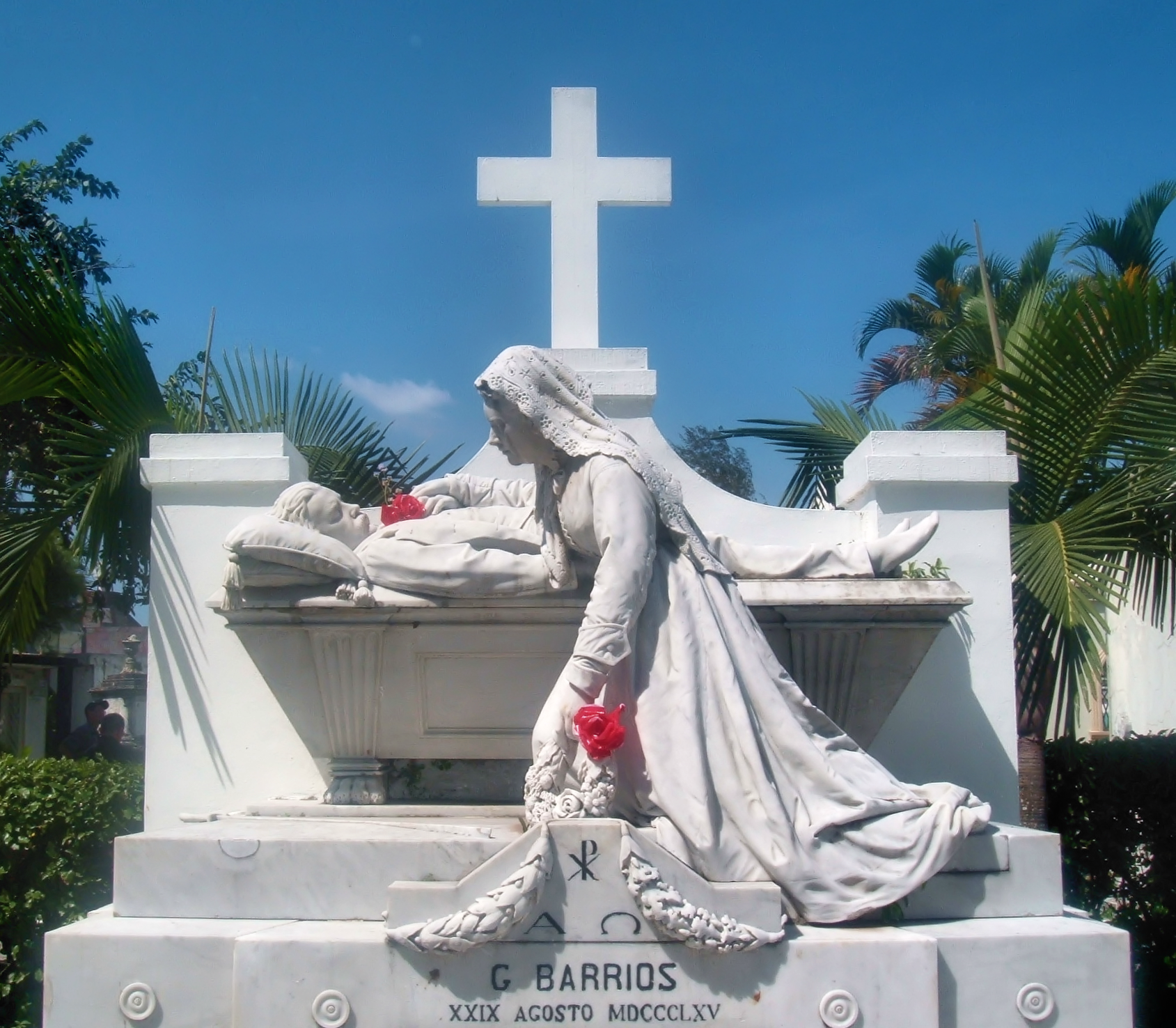
Mausoleo de Gerardo Barrios en el Cementerio de los Ilustres en San Salvador.

Barrios regresó a El Salvador, el 27 de julio, guardando prisión en las bartolinas del cabildo de San Salvador. Dueñas, ya con Barrios en El Salvador, rompió el acuerdo de extradición, a pesar de las reclamaciones nicaragüenses.
El juicio se instaló el 10 de agosto, con un Consejo de Guerra presidido por Santiago González. Las deliberaciones importantes se dieron el día 28; el Consejo de Guerra iba a absolverlo, lo que provocó la ira de Dueñas y la renuncia del fiscal militar, quien en el acto se arrancó los galones y tiró el quepis al suelo. La sentencia de muerte fue firmada a las once de la noche del 28 de agosto, después que el mismo Dueñas hablara con cada uno de los miembros del Consejo de Guerra.
Así, la sentencia fue ratificada por Dueñas, decretando que fuera ejecutada dentro de seis horas, por las circunstancias del caso. Barrios fue fusilado al pie de la ceiba que se encontraba en el cementerio general de San Salvador, a las cuatro y media de la mañana del 29 de agosto de 1865.

## Legado

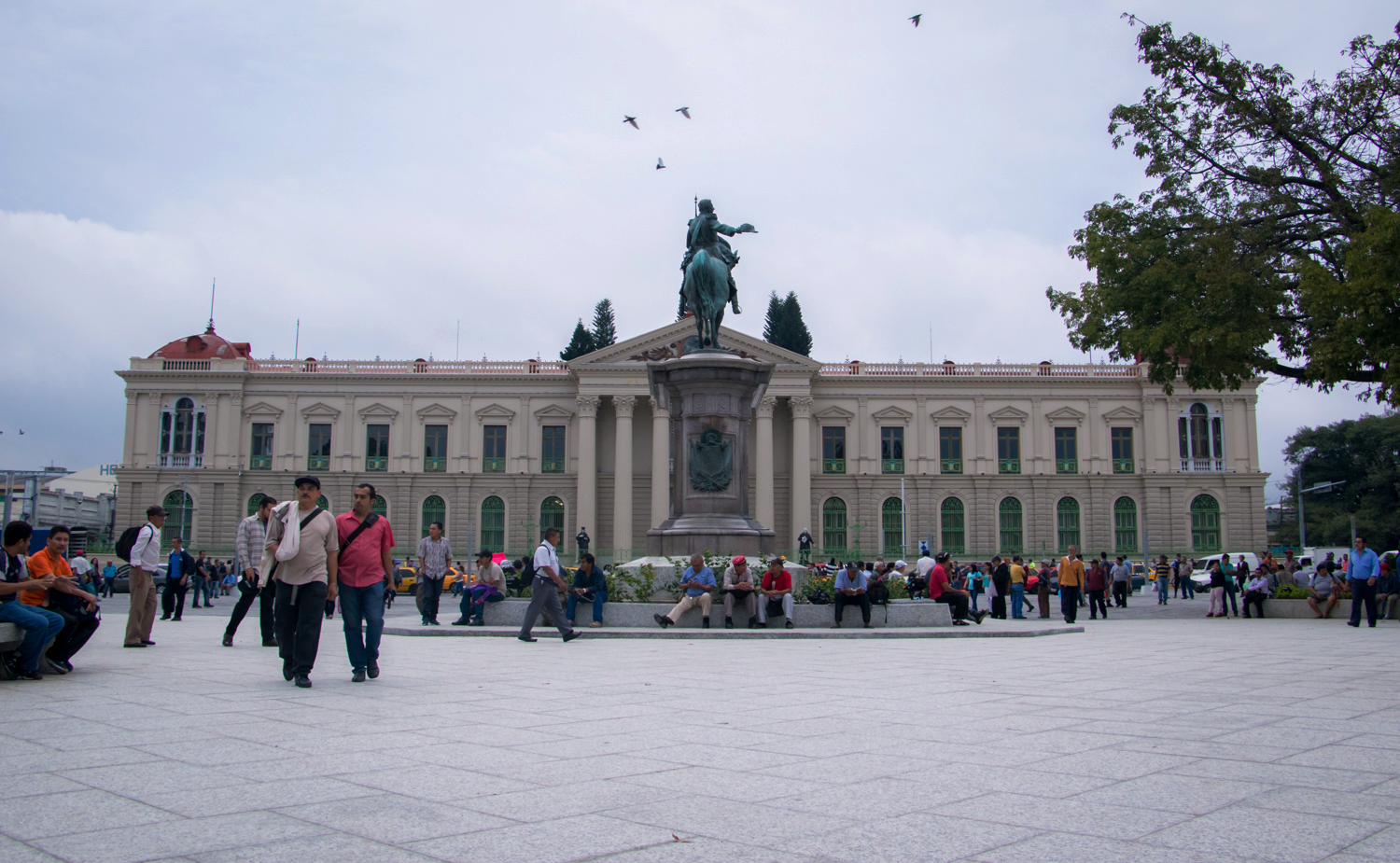
Estatua ecuestre de Barrios, en la Plaza Homónima en San Salvador.

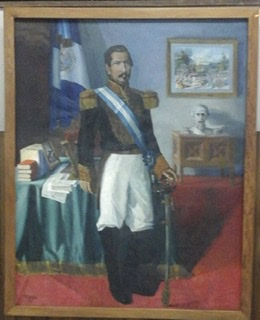
Litografía de óleo del general Barrios en la biblioteca nacional. Barrios sigue siendo una figura popular en la historia del El Salvador moderno. Fue el primer presidente de Centroamérica en introducir reformas basadas en el liberalismo-positivismo y marcó el rumbo de la modernización de la sociedad salvadoreña.

Con su muerte, Barrios se convirtió en una leyenda, en ese paladín de la unidad centroamericana, al igual que Morazán; su memoria aún persiste en el pueblo salvadoreño, ya que su fecha de ejecución ha sido declarada Día de Conmemoración Nacional, por medio de decretos legislativos de 1952 y 1981, y conmemorada con actos cívicos, tanto en la plaza del centro de San Salvador que lleva su nombre como en su tumba en el Cementerio de los Ilustres de San Salvador. Su imagen circulaba en los billetes de cincuenta colones salvadoreños, emitidos antes de 1997.
Doña Adelaida Guzmán no regresó a El Salvador hasta que el expresidente Dueñas fue derrotado y exiliado del país tras la revolución de 1871. Sobrevivió al general treinta y nueve años, falleciendo en 1904. Sus funerales fueron costeados por el tesoro público, ascendiendo a una suma de 1588,87 pesos, en atención a los servicios prestados por Gerardo Barrios.
Para honrar su memoria, la población de Cacahuatique cambió su nombre a Ciudad Barrios el 21 de abril de 1913; y la población de San Gerardo, al norte de San Miguel, fue bautizada en su honor. Una de las plazas de San Salvador fue nominada como Plaza Barrios, donde además se encuentra la estatua ecuestre ordenada por el general Carlos Ezeta a Francisco Durini (donde, como punto curioso, las nalgas del caballo apuntan hacia donde antiguamente se localizaba el Edificio Dueñas, destruido con el terremoto de 1986).
Así, hay muchas instituciones, que llevan con el nombre del Paladín, como la Universidad Gerardo Barrios y la Escuela Militar de El Salvador. Una de las propiedades del general Barrios fue vendida al padre del escritor salvadoreño Francisco Gavidia.